# Rue Yves-Chapuis
La rue Yves-Chapuis est une voie située dans le 4e arrondissement de Marseille, dans le quartier de La Blancarde. 

## Situation et accès
Elle part à l'Est de l'avenue du Maréchal-Foch pour rejoindre la place de la Gare de la Blancarde.
- Deux arrêts de bus, rue Émile-Duclaux pour le bus    en provenance des Chartreux, devant la gare de la Blancarde pour cette même ligne à destination des Chartreux, la station La Blancarde du métro de Marseille   ainsi que des deux lignes de tramway de Marseille    .
- Gare de Marseille-Blancarde, qui permet de relier notamment la gare de Marseille-Saint-Charles en direction Nord, et la Gare de Toulon en direction Est.

## Origine du nom

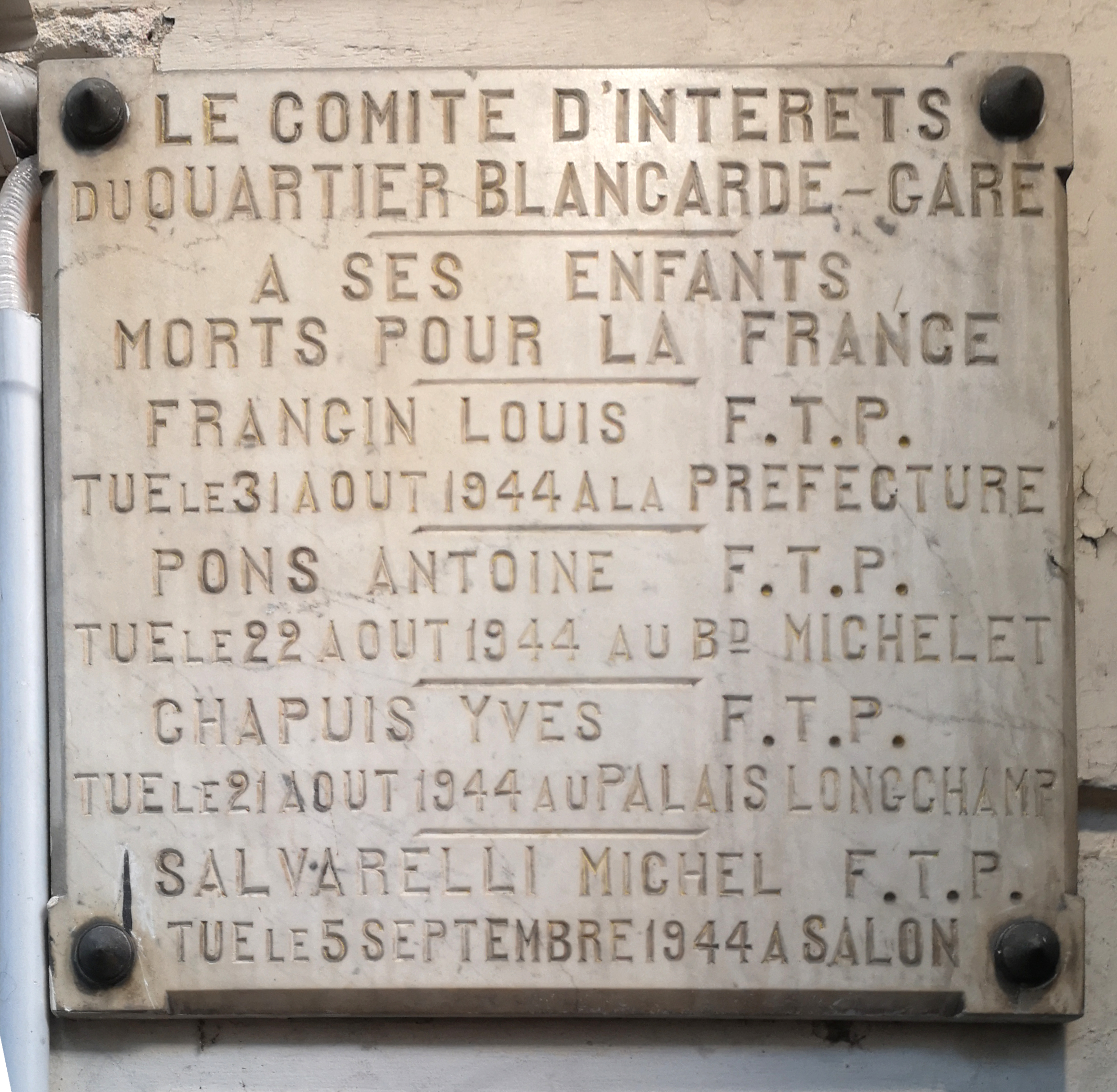
Plaque commémorative, boulevard Chave, qui commémore Yves Chapuis.

Yves Chapuis est un résistant et Franc-tireur et partisan tué au Parc Longchamp le 21 août 1944 lors des combats pour la libération de Marseille. Une plaque commémorative placée boulevard Chave porte son nom.